# Бухбиндер, Иосиф Львович
Ио́сиф Льво́вич Бухби́ндер (род. 3 июля 1948, Борисоглебск, Воронежская область) — российский физик-теоретик, доктор физико-математических наук, профессор, заслуженный деятель науки Российской Федерации.

## Научная деятельность
Состоял в ВЛКСМ (1962-1974) и КПСС.
Профессор, заведующий кафедрой теоретической физики Томского государственного педагогического университета. 
И.Л. Бухбиндер — автор более 400 научных работ,  его индекс Хирша равен 43 (более 9 тыс. ссылок на его работы).
Эксперт совета Высшей аттестационной комиссии по физике при Министерстве образования и науки РФ.
Член редколлегии международного научного журнала «Гравитация и космология».
Эксперт Российского фонда фундаментальных исследований.
Эксперт INTAS.
Рецензент научных журналов:
- Physical Review D
- Nuclear Physics B
- Physics Letters B
- Classsical and Quantum Gravity
- Europhysics Letters
- Journal of Physics A
- International Journal of Modern Physics A
- Modern Physics Letters A
- Ядерная физика
- Теоретическая и математическая физика

## Область научных интересов
- Квантовая теория поля в искривлённом пространстве-времени
- Квантовая гравитация
- Суперсимметрия и супергравитация
- Теория струн
- Теория полей высших спинов

### Монографии
- Buchbinder I. L., Odintsov S. D., Shapiro I. L. Effective Action in Quantum Gravity. — CRC Press, 1992. — 413 p. — ISBN 0750301228.
- Buchbinder I. L., Kuzenko S. M. Ideas and Methods of Supersymmetry and Supergravity. — Bristol; Philadelphia: Institute of Physics Publishing, 1995. — 640 p. — ISBN 0750302585.
- Buchbinder I. L., Kuzenko S. M. Ideas and Methods of Supersymmetry and Supergravity. — 2nd ed. — CRC Press, 1998. — 656 p. — ISBN 0750305061.

## Награды
- Звание «Заслуженный деятель науки Российской Федерации» (1995)[3]
- Медаль ордена «За заслуги перед Отечеством» II степени (2000)[4]